# Dolina Rawki
Dolina Rawki (kod PLH100015) – specjalny obszar ochrony siedlisk sieci Natura 2000, zlokalizowany na terenie województw: łódzkiego i mazowieckiego. Obszar obejmuje powierzchnię 2525,38 ha. 
Teren wyznaczony został w celu długotrwałego zabezpieczenia naturalnych siedlisk życia, populacji zagrożonych wymarciem gatunków roślin (starodub łąkowy Angelica palustris (Ostericum palustre)) oraz populacji zagrożonych wymarciem gatunków zwierząt (z wyłączeniem ptaków) takich jak: bóbr europejski Castor fiber,
głowacz białopłetwy Cottus gobio,
Koza pospolita Cobitis taenia,
kumak nizinny Bombina bombina,
minóg strumieniowy Lampetra planeri,
piskorz Misgurnus fossilis,
traszka grzebieniasta Triturus cristatus (Triturus cristatus cristatus),
wydra Lutra lutra.

## Siedliska pod ochroną
- łęgi wierzbowe, topolowe, olszowe i jesionowe (Salicetum albo-fragilis, Populetum albae,Alnenion glutinoso-incanae) i olsy źródliskowe
- starorzecza i naturalne eutroficzne zbiorniki wodne ze zbiorowiskami z Nympheion, Potamion
- ziołorośla górskie (Adenostylion alliariae) i ziołorośla nadrzeczne (Convolvuletalia sepium)
- niżowe i górskie świeże łąki użytkowane ekstensywnie (Arrhenatherion elatioris)
- grąd środkowoeuropejski i grąd subkontynentalny (Galio-Carpinetum, Tilio-Carpinetum)
- zalewane muliste brzegi rzek z roślinnością Chenopodion rubri p.p. i Bidention p.p.